# 1850
1850 (MDCCCL) a fost un an obișnuit al calendarului gregorian, care a început într-o zi de marți.

## Evenimente

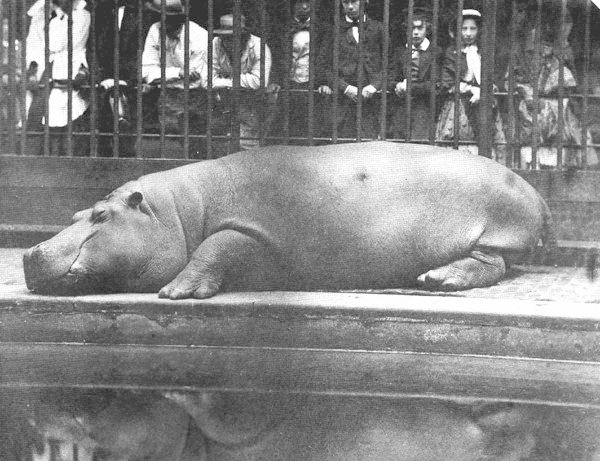
Hipopotamul Obaysch ajunge la Grădina Zoologică din Londra, primul hipopotam văzut în Europa de la Roma antică. Fotografia este făcută în 1852 de Juan, Conte de Montizón.

### Ianuarie
- 29 ianuarie: Henry Clay introduce în Congresul american Marele Compromis din 1850. Sudul obține "Legea sclavilor fugari" (18 septembrie); în contrapartidă, California este admisă în Uniune (9 septembrie).

### Martie
- 9 martie: Începutul domniei împăratului Xianfeng în China.

### Aprilie
- 3 aprilie: Înființarea Jandarmeriei Române.

### Mai
- 25 mai: Hipopotamul Obaysch ajunge la Grădina Zoologică din Londra, primul hipopotam văzut în Europa de la Roma antică.

### Iulie
- 9 iulie: Vicepreședintele Millard Fillmore devine cel de-al 13-lea președinte al Statelor Unite, în urma decesului președintelui Zachary Taylor.

### Septembrie
- 9 septembrie: California este admis ca cel de-al 31-lea stat al SUA.
- 13 septembrie: Astonomul englez John Russell Hind descoperă un asteroid din centura de asteroizi pe care îl numește 12 Victoria după zeița victoriei din mitologia romană.
- 13 septembrie: Prima ascensiune a Piz Bernina, cel mai înalt vârf din Alpii Răsăriteni, de către topograful elvețian de 28 ani Johann Coaz și asistenții săi, frații Jon și Lorenz Ragut Tscharner.

### Octombrie
- 1 octombrie: A fost fondată Universitatea din Sydney, cea mai veche universitate din Australia.

### Decembrie
- 17 decembrie: Din inițiativa lui Ioan Andrei Wachmann și a lui Ludovic Wiest se înființează la București Conservatorul de muzică.

### Nedatate
- Populația estimată a Terrei: 1,265 miliarde locuitori (conf. Population Reference Bureau, 2002).
- Tratatul Clayton-Bulwer. Compromis având ca scop armonizarea intereselor contradictorii ale Angliei și ale SUA în America Centrală.

## Arte, științe, literatură și filozofie
- 16 martie: Romancierul american Nathaniel Hawthorne publică The Scarlet Letter (Litera stacojie).
- A avut loc pe scena Teatrului Național din Iași, premiera comediei Coana Chirița sau Două fete și–o neneacă de Vasile Alecsandri
- Alexandre Dumas (tatăl) publică Laleaua neagră
- Pictorul Constantin D. Rosenthal pictează România Revoluționară
- Soeren Kierkegaard publică Exercițiu în creștinism

## Nașteri
- 14 ianuarie: Marele Duce Alexei Alexandrovici al Rusiei (d. 1908)
- 15 ianuarie: Mihai Eminescu, poet român (d. 1889)
- 15 ianuarie: Sofia Kovalevskaia, matematiciană rusă (d. 1891)
- 24 ianuarie: Hermann Ebbinghaus, psiholog german (d. 1909)
- 29 ianuarie: Prințesa Marie de Schwarzburg-Rudolstadt, Mare Ducesă de Mecklenburg-Schwerin (d. 1922)
- 30 ianuarie: Aleksander Gierymski, pictor polonez (d. 1901)
- 14 februarie: Marele Duce Nicolae Constantinovici al Rusiei (d. 1918)
- 15 februarie: Ion Andreescu, pictor român, membru al Academiei Române post-mortem (d. 1882)

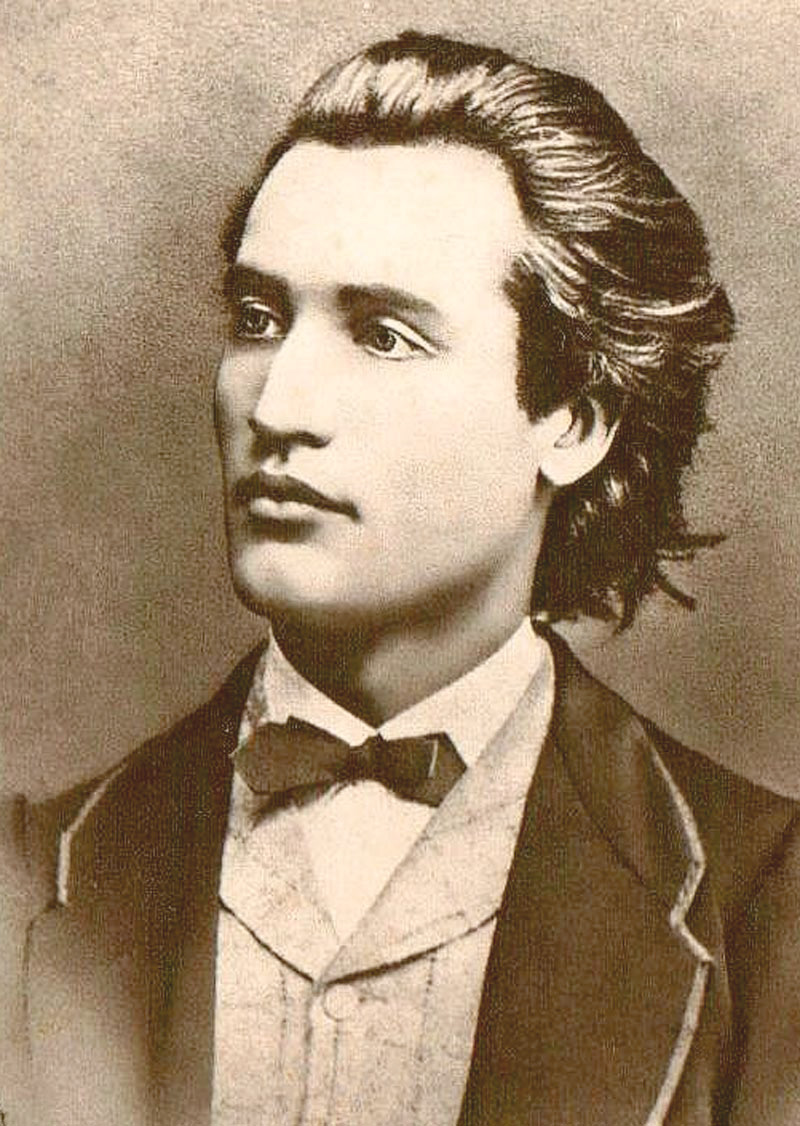
Mihai Eminescu, poet român
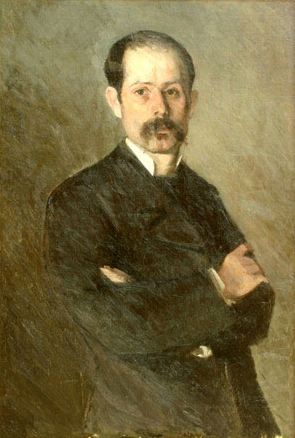
Ion Andreescu, pictor român
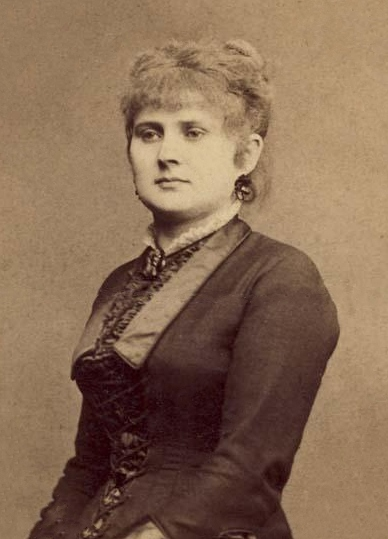
Veronica Micle, poetă română
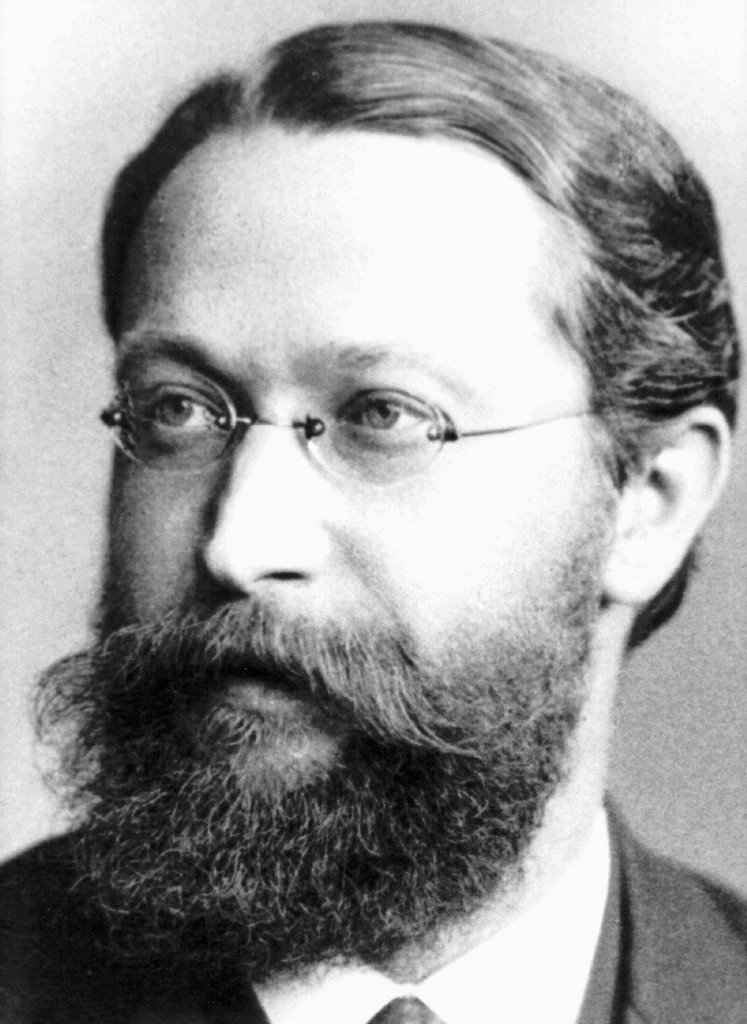
Karl Ferdinand Braun, fizician german, laureat Nobel
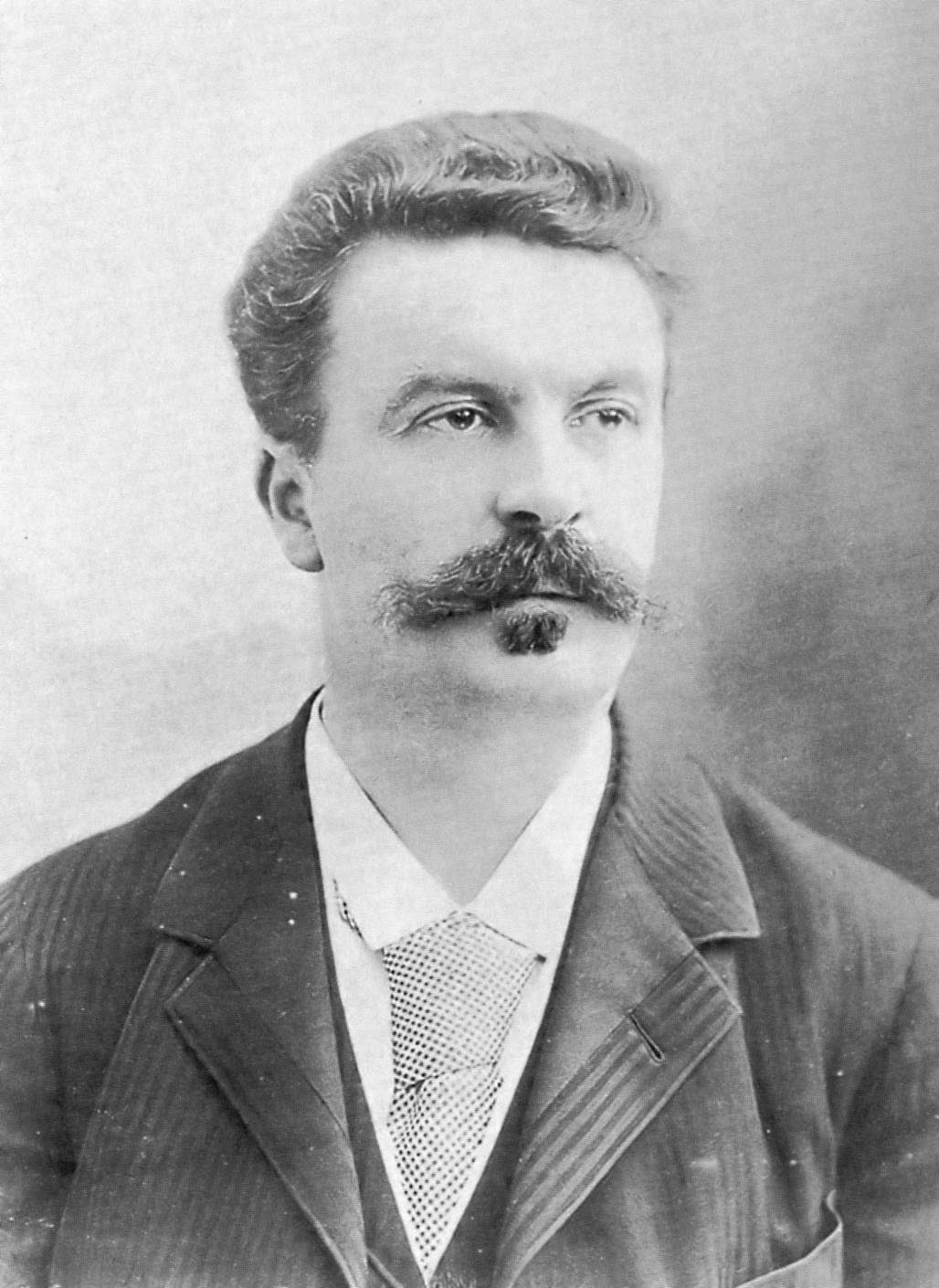
Guy de Maupassant, scriitor francez

- 7 martie: Tomáš Garrigue Masaryk, politician, sociolog și filosof cehoslovac (d. 1937)
- 18 martie: Hugo Charlemont, pictor austriac (d. 1939)
- 26 martie: Edward Bellamy, autor american (d. 1898)
- 22 aprilie: Veronica Micle (n. Ana Câmpeanu), poetă română (d. 1889)
- 1 mai: Arthur, Duce de Connaught și Strathearn, fiu al reginei Victoria (d. 1942)
- 18 mai: Oliver Heaviside, inginer electrician, matematician și fizician englez (d. 1925)
- 5 iunie: Grigore Ion, erou român al Războiului de Independență (d. 1915)
- 6 iunie: Karl Ferdinand Braun, fizician și inventator german, laureat al Premiului Nobel (d. 1918)
- 24 iunie: Herbert Kitchener, feldmareșal britanic (d. 1916)
- 27 iunie: Lafcadio Hearn, prozator englez stabilit în Japonia (d. 1904)
- 27 iunie: Ivan Vazov, pictor bulgar (d. 1921)
- 5 august: Guy de Maupassant, scriitor francez (d. 1893)
- 7 septembrie: Constantin I. Istrati, chimist român, medic, președinte al Academiei Române (d. 1918
- 17 septembrie: Guerra Junqueiro, poet, deputat și jurnalist portughez (d. 1923)
- 5 octombrie: Grigore Cerchez, inginer, profesor și arhitect român (d. 1927)
- 26 octombrie: Emanoil Bardasare, pictor român (d. 1935)
- 26 octombrie: Grigore Tocilescu, istoric, arheolog, epigrafist și folclorist român (d. 1909)
- 12 noiembrie: Prințesa Theresa de Bavaria, prințesă bavareză, etnolog, zoolog și botanist german (d. 1925)
- 15 noiembrie: Victor Laloux, arhitect francez (d. 1937)
- 20 noiembrie: Wilhelm Klein, arheolog originar din Banat (d. 1924)
- 6 decembrie: Hans von Gronau, general de artilerie prusac (d. 1940)
- 11 decembrie: Mary Victoria Douglas-Hamilton, străbunica Prințului Rainier al III-lea de Monaco (d. 1922)
- 31 decembrie: Emil Ábrányi, poet, jurnalist, traducător și politician maghiar (d. 1920)

## Decese
- 1 ianuarie: Prințesa Frederica Wilhelmina a Prusiei (n. Friederike Wilhelmine Luise Amalie), 53 ani (n. 1796)
- 25 februarie: Împăratul Daoguang al Chinei, 67 ani (n. 1782)
- 23 aprilie: William Wordsworth, 80 ani, poet englez (n. 1770)
- 9 mai: Joseph Louis Gay-Lussac, 71 ani, chimist și fizician francez (n. 1778)
- 31 mai: Giuseppe Giusti, 41 ani, poet italian (n. 1809)
- 2 iulie: Robert Peel, 62 ani, politician britanic, prim-ministru al Regatului Unit (1834-1835 și 1841-1846), (n. 1788)
- 8 iulie: Adolphus, Duce de Cambridge (n. Adolphus Frederick), 76 ani, fiu al regelui George al III-lea al Regatului Unit (n. 1774)

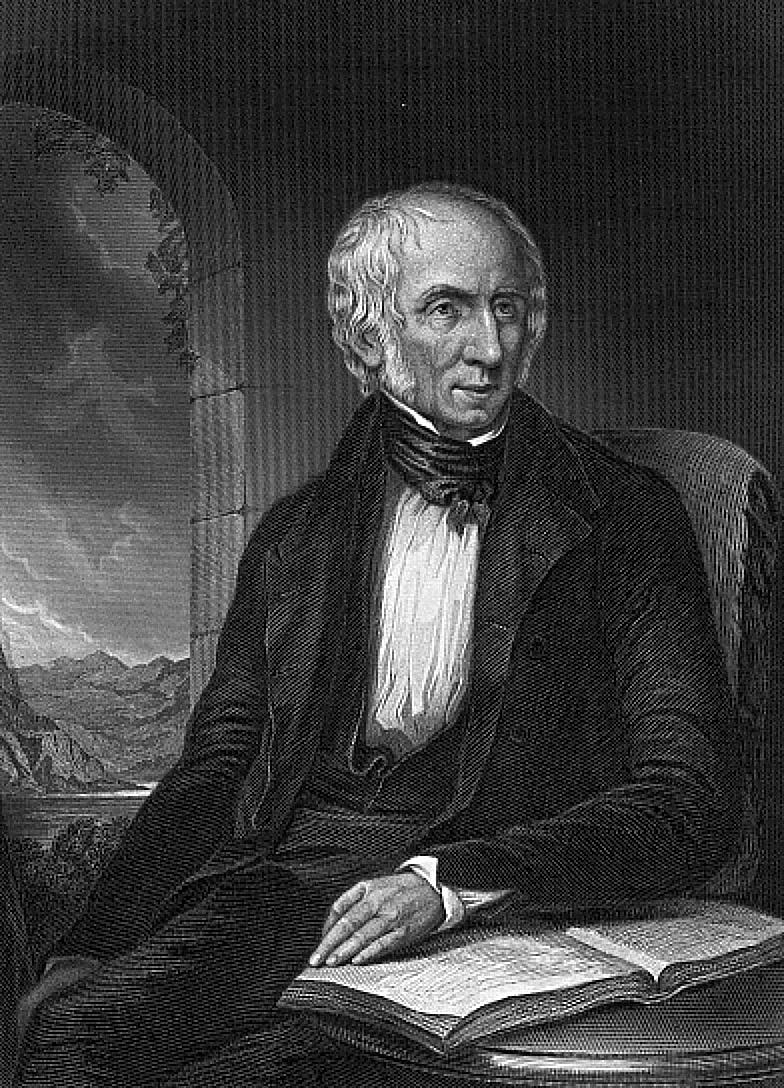
William Wordsworth, poet englez
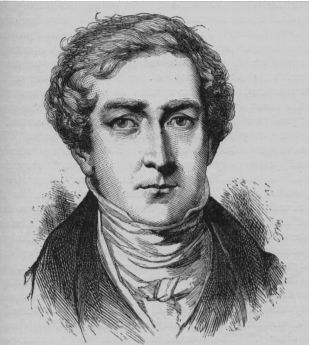
Robert Peel, prim ministru al Regatului Unit
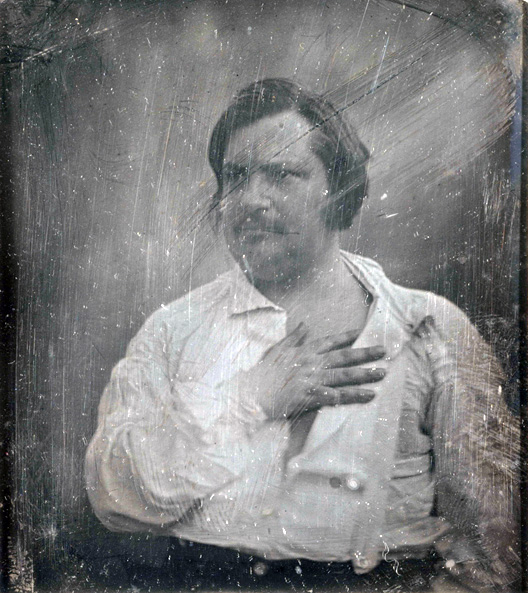
Honoré de Balzac, scriitor francez
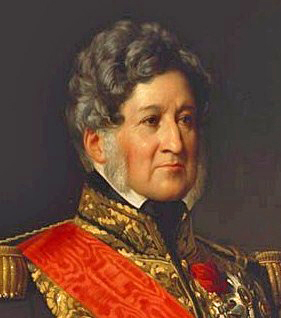
Regele Ludovic-Filip al Franței

- 9 iulie: Zachary Taylor, 65 ani, politician american, al 12-lea președinte al Statelor Unite (n. 1784)
- 17 august: José de San Martín (n. José Francisco de San Martín Matorras), 72 ani, general argentinian (n. 1778)
- 18 august: Honoré de Balzac, 51 ani, scriitor francez (n. 1799)
- 26 august: Regele Ludovic-Filip al Franței (n. Louis Philippe d'Orléans), 76 ani (n. 1773)
- 11 octombrie: Louise-Marie a Franței (n. Louise Marie Thérèse Charlotte Isabelle), 38 ani, soția regelui Leopold I al Belgiei (n. 1812)
- 5 noiembrie: Arhiducele Ferdinand Carol Iosif de Austria-Este, 69 ani (n. 1781)